# 필콘미디어
미디어캔에서 운영하는 필콘미디어(Fillcon Media)는 대한민국의 유료 텔레비전 사업자로 설립되었다.

### 연혁
- 2018년 8월 : 콘텐츠 비즈니스 시장 진출을 위한 신규 사업 추진 결정
- 2018년 11월 : 손현하 신임 대표이사 취임
- 2019년 1월 : 콘텐츠 비즈니스 관련 조직구성안 확정(주)디지털링크에서 ㈜필콘미디어로 사명 변경
- 2019년 4월 30일 : 채널 '하비라이프(Hobby Life)' 개국
- 2019년 7월 : 포스트프로덕션 기업 <미디어엘> 계열사 편입 (모기업 '미디어캔' 인수)
- 2019년 8월 : 영국 콘텐츠 기업 <블랙캣글로벌 (Black Cat)> 과 파트너쉽 MOU 체결디지털 콘텐츠 기업 <플래디> 계열사 편입 (모기업 '미디어캔' 인수)
- 2019년 10월 5일 : 채널 및 법인 ‘AXN 코리아’ 계열사 편입 (모기업 '미디어캔' 인수)
- 2019년 12월 : 계열사 'AXN코리아 유한회사'와 합병 영상자막 기업 <엠빌> 계열사 편입 (모기업 '미디어캔' 인수) CI, 하비 BI, 픽잼 BI 상표권 등록
- 2020년 3월 : 스테이지쇼 TV 시험방송 송출 시작
- 2020년 4월 : 스테이지쇼 TV 개국
- 2020년 6월 : 유한회사에서 주식회사로 조직변경 (주식회사 필콘미디어)
- 2020년 7월 : 세계 최초 UHD 전문채널 유맥스(UMAX) 계열사 편입 (모기업 미디어캔 인수)
- 2020년 12월 : 잉글리시 젬의 필콘미디어 인수 매각
- 2021년 4월 : 계열사 '주식회사 유맥스'와 합병
- 2021년 5월 : 콘텐츠 유통 사업 시작
- 2022년 1월 : 김봉주 대표이사 취임
- 2022년 6월 13일 : 콘텐츠 AX-TASY "AXN(에이엑스엔)" 전격 개편
- 2022년 10월 27일 : "하비라이프(HobbyLife)" 전격 개편
- 2023년 1월 1일 : 필콘스튜디오 예능본부 설립
- 2023년 11월 1일 : 하비라이프(HobbyLife)에서 스포츠 채널 맥스포츠(MAXPORTS) 변경이다.
- 2024년 1월 : 한글 자막 서비스 시작
- 2024년 11월 1일 : 맥스포츠(MAXPORTS) 매각 독립
- 2025년 2월 1일 : AXN에서 NXT 변경이다.

## 운영
| 채널          | 채널 정보                | 비고               |
| ------------- | ------------------------ | ------------------ |
| NXT           | 해외 시리즈 전문 채널    | 재미의 진화        |
| UMAX          | 라이프 엔터테인먼트 채널 | 세상에 없던 즐거움 |
| 스테이지쇼 TV | 공연 전문 채널           |                    |